# Абрамово (Свердловская область)
Абрамово (ранее Абрамовское) — село в Сысертском районе Свердловской области России. Входит в Сысертский муниципальный округ.
Ранее посёлок входил в состав Октябрьского сельсовета Сысертского района.

## Географическое положение
Село Абрамово расположено в 18 километрах (по автодороге в 20 километрах) к юго-востоку от города Сысерти, по обоим берегам реки Черемшанки (левого притока реки Лезги, бассейн Багаряка), в среднем течении. В южной части села расположен небольшой пруд.
В 2,5 километрах к западо-юго-западу от Абрамова находится геологический и гидрологический природный памятник — Абрамовский разрез. Он представляет собой озеро, образованное заполнением глубокого рудника грунтовыми водами. Памятник создан в 1983 году в целях обеспечения сохранности старого карьера и прилегающих природных мест. Общая площадь памятника составляет 50 га. Старинный карьер окружён лесом, благоустроен и оборудован мостиками, тарзанками и местами для купания.
В 4,5 километрах к западу от Абрамова расположен ещё один ландшафтный природный памятник — Лезгинское болото. Здесь нахолится исток реки Лезги. Болото окружено лесами.

## История
Своё название село получило от имени первого поселенца Абрама (Авраамия) Костарева. До 1861 года деревня Абрамовка составляла собственность владельцев Сысертских заводов (Соломирского, Турчаниновых и Яковлевых).
До выделения в самостоятельный приход в 1870 году, Абрамовка состояла в приходе Богородице-Знаменской церкви села Щелкунского.
В начале XX века в селе имелась земская школа.
5 июня 2018 года село Абрамовское было переименовано в Абрамово.

## Храмы

### Соборо-Богородицкая церковь
В 1865 году была поставлена деревянная на каменном фундаменте. однопрестольная церковь. Её перестроили из часовни, пристроив к последней алтарь, трапезы и паперти с колокольнею. В 1869 году новый храм был снабжён всем потребным для богослужения. 4 ноября 1869 года церковь была освящена местным благочинным в честь Собора Пресвятой Богородицы. Храм был возведён на пожертвования жителей Сысертского завода. Самым активным инициатором из местных прихожан был крестьянин Евгений Даниилович Банных. Храм был по форме продолговатым прямоугольником, снаружи которого был обшит тёсом, оштукатурен и обелен известью. Внутри храма по штукатурке был окрашен тёмно-бурой краской, был мрачен, так как имел в стенах северной и южной только по три узких окна, устроенных рядом без простенков. Иконостас храма, столярной работы в два яруса, был окрашен под кармин, с резьбой и позолотою по местам. Вокруг храма из дикого камня со мраморными столбами и железными между ними решётками была сооружена ограда, устроенная усердием золотопромышленника Ф. А. Баталова в 1881 году. Церковь была закрыта в 1920-е годах, а в позднее снесена.

### Часовня
На южном конце села существовала маленькая часовня-«столбик» во имя пророка Илии, куда 20 июля ежегодно совершался крестный ход для служения молебна Святому с последованием малого освящения воды.

### Введенская церковь
В 1911 году была построена каменная однопрестольная церковь. В том же году она была освящена в честь Введения во храм Пресвятой Богородицы. Церковь была закрыта в 1930-е годы. В 1995 году храм был возвращён Русской православной церкви.

## Инфраструктура
В селе работают клуб с библиотекой, фельдшерский пункт и магазин.

## Население
| 2002 | 2010 | 2021 |
| ---- | ---- | ---- |
| 257  | ↘216 | ↗224 |